# 1918 az irodalomban
Az 1918. év az irodalomban.

## Megjelent új művek

### Próza
- Willa Cather regénye: My Ántonia (Az én Antóniám)
- Alfred Döblin német író regénye: Wadzeks Kampf mit der Dampfturbine (Wadzek harca a gőzturbinával)
- Franz Kafka elbeszélése: Ein Landarzt (Egy falusi orvos)
- Heinrich Mann regénye: Der Untertan (Az alattvaló)
- Tanizaki Dzsunicsiró japán szerző: Kin to gin (Arany és ezüst)

### Költészet
- Sherwood Anderson: Mid-American Chants (Közép-amerikai énekek)
- Guillaume Apollinaire kötete: Calligrammes (Kalligrammák), képversek gyűjteménye. Alcíme: Poèmes de la paix et de la guerre 1913-1916 (A béke és a háború versei 1913–1916)
- Alekszandr Blok orosz szimbolista költő poémája: Tizenketten (Двенадцать)
- Blaise Cendrars költeménye: Le Panama ou les aventures de mes sept oncles (A Panama vagy hét nagybátyám kalandjai)
- Ebben az évben jelenik meg Gerard Manley Hopkins angol költő az 1890-es években írt verseinek gyűjteménye: The Poems of Gerard Manley Hopkins
- Leopold Staff kötete: Tęcza z łez i krwi (A szivárvány, a könnyek és vér)
- Tristan Tzara: Vingt-cinq poèmes (Huszonöt vers)

### Dráma
- Megjelenik James Joyce színpadi műve: Exiles (Száműzöttek)
- Georg Kaiser Gáz-trilógiájának második darabja: Gaz I.
- Vlagyimir Majakovszkij színpadi műve: Мистерия-Буфф (Buffo misztérim ?), megjelenés és bemutató
- Luigi Pirandello színművei:
  -  La giara (Az agyagkorsó)
  - Il piacere dell'onestà (A becsület öröme)

### Magyar irodalom
- Ady Endre verseskötete: A halottak élén. Benne t. k.: Ember az embertelenségben; Mag hó alatt; Az eltévedt lovas; A halottak élén
- Balázs Béla:  A kékszakallú herceg vára. Operaszöveg Bartók Béla zenéjéhez
- Juhász Gyula: Késő szüret, a háború idején írt verseinek gyűjteménye
- Kosztolányi Dezső: Káin (novellák)
- Móra Ferenc nagy sikerű ifjúsági regénye: Kincskereső kisködmön
- Szomory Dezső drámája: II. József (bemutató a Nemzeti Színházban)
- Andorffy Mária regénye: Szivárvány

## Születések
- január 26. – Philip José Farmer amerikai sci-fi és fantasy író († 2009)
- február 1. – Muriel Spark skót írónő († 2006)
- április 3. – Hubay Miklós magyar drámaíró, műfordító († 2011)
- április 23. – Maurice Druon francia író, költő, politikus († 2009)
- május 12. – Juan Rulfo mexikói író († 1986)
- augusztus 27. – Mészöly Dezső magyar író, költő, műfordító, dramaturg († 2011)
- december 11. – Alekszandr Iszajevics Szolzsenyicin Nobel-díjas (1970) orosz író († 2008)
- december 23. – Mándy Iván magyar író († 1995)

## Halálozások
- március 9. – Frank Wedekind német drámaíró (* 1864)
- április 1. – Nigâr Hanım oszmán török költő, a modern, nyugati stílus nőies hangvételű úttörője (* 1856)
- május 9. – George Coșbuc román költő, író, műfordító; a 19–20. századi román költészet egyik legjelentősebb személyisége (* 1866)
- június 10. – Arrigo Boito olasz költő, librettista, zeneszerző (* 1842)
- augusztus 28. – Dóczy Lajos költő, drámaíró, műfordító, a Faust fordítója (* 1845)
- november 9. – Guillaume Apollinaire francia költő, író, kritikus (* 1880)
- december 1. – Kaffka Margit író, költő (* 1880)
- december 2. – Edmond Rostand francia költő, drámaíró, az újromantika képviselője (* 1868)
- december 11. – Ivan Cankar szlovén író, költő, drámaíró, a szlovén irodalom világirodalmi jelentőségű nagysága (* 1876)